# Bódhičitta

Pravá dlaň velkého Buddhy v Lingshan, nedaleko Wuxi, Čína

Bódhičitta (tib. བྱང་ཆུབ་ཀྱི་སེམས་ byang chub kyi sems, skt. बोधिचित्त bodhicitta , čínsky 菩提心 pudixin, japonsky 菩提心 bodaishin, česky: osvícená mysl, osvícený přístup) je výraz používaný v buddhismu, především pak v buddhismu Velké cesty.

## Dva aspekty bódhičitty
Relativní bódhičitta je altruistický stav mysli opírající se o soucit a lásku ke všem cítícím bytostem a také pomáhání těmto bytostem z kola samsáry až ke konečnému osvícení. Znamená to zdokonalování sebe sama skrze šest osvobozujících činností ku prospěchu všech bytostí. Relativní bódhičitta se dělí na dva typy:
1. Bódhičitta aspirace - chuť dosáhnout dokonalého osvícení ku prospěchu a nejlepší pomoci všem cítícím bytostem.
2. Bódhičitta rozvinutí šesti páramit.

Absolutní bódhičitta je rozpoznání podstaty mysli a z toho vzniklá spontánní aktivita bez úsilí, myšlenek a váhání. Tohoto stavu se dosáhne, pokud zmizí oddělenost mezi prožívajícím, prožívaným a samotným prožívání a tyto tři se stanou neoddělitelným celkem. V některých zdrojích se také pro absolutní bódhičittu používá výraz "absolutní moudrost" (prázdnota, v sans. šúnjatá).

## Zřídla rozvoje bódhičitty
Pět činů, které způsobují nastavení mysli k dosažení stavu Buddhy:
- Být v blízkosti přátel, kteří neporušili sliby samaja.
- Nenásledování špatných myšlenek.
- Následovat instrukce svého učitele.
- Rozvíjet soucítění.
- Vytrvalá praxe.

Dalších pět dodatečných činů:
- Nevidět chyby v jiných.
- Když je vidíme, nemyslíme o nich zle.
- Bez arogance.
- Bez žárlivosti k druhým.
- Vidět všechny bytosti jako své děti.

## Čtyři nezměřitelné vlastnosti bódhičitty(pro nezměřitelné počty bytostí)
- Milující dobrota: (aby všechny bytosti dosáhly štěstí a příčiny štěstí).
- Soucítění: (aby všechny cítící bytosti byly bez trpění a příčin utrpení).
- Společná radost: (aby všechny cítící bytosti nebyly odděleny od pravdivého štěstí, ve kterém není utrpení).
- Rovnost: (aby všechny cítící bytosti mohly žít bez lpění na blízkých a nechuti k druhým v překonání o rovnosti všeho, co žije).

## Citát
Tyto dva aspekty bódhičitty by nikdy neměly být oddělovány. Jsou jako dvě ptačí křídla: k tomu, aby mohl pták létat, jsou nutná obě. Nelze dojít k osvícení ani skrze samotný soucit, ani pouhou realizací moudrosti. Dilgo Khjentse rinpočhe
Srdce učení mahájány je praxe prožívání bódhičitty, osvícené mysli. Bódhičitta v sobě zahrnuje dva aspekty – úsilí ve prospěch nás samých a úsilí ve prospěch druhých. Pokud skutečně provádíme praxi, rozvíjíme bódhičittu, která zahrnuje nás samé rovněž jako i všechny ostatní bytosti. 16. karmapa
"Dokud existuje tento prostor,
dokud zde žijí cítící bytosti,
ať i já zde mohu přebývat,
pro dobro všech bytostí.
Buď vůle tvá"
(Šantidéva)